# Solca (góra)
Solca – wzgórze o wysokości 346 m n.p.m.. Znajduje się na południowym krańcu Wyżyny Olkuskiej, wznosi się nad zachodnią częścią Krzeszowic. Wschodnie stoki opadają do Doliny Krzeszówki, północne do Doliny Miękini, wschodnie z wzgórzem Studzianki (w okolicach Doliny Kamienic) i Doliny Filipówki a południowe do Rowu Krzeszowickiego. Ze strony wschodniej na wzniesienia pofałdowanego wzgórza co kilka metrów, wybiegają jednorzędowe wąskie drogi (przedłużenie bocznych uliczek ul. Grunwaldzkiej w Krzeszowicach). Ten układ łanowy pochodzi z okresu lokacji pierwotnej wsi Krzeszowice w XIII w. Na wzniesieniu znajduje się cmentarz parafialny w Krzeszowicach.